# Thadée Cisowski
Thadée Cisowski (Łasków, 16 de febrer, 1927 – Mâcon, 24 de febrer, 2005), originàriament Tadeusz Cisowski, fou un futbolista francès d'origen polonès (com Raymond Kopa).
Ha estat un dels més grans golejadors de la lliga francesa de futbol. Fou màxim golejador de lliga les temporades 1955/1956, 1956/1957 i 1957/1958. Pel que fa a clubs, destacà a FC Metz i Racing Club de París. També fou internacional amb la selecció francesa.